# Вайнмайстерштрассе (станция метро)
«Вайнмайстерштрассе» (нем. Weinmeisterstraße) — станция Берлинского метрополитена. Расположена на линии U8 между станциями «Розенталер Плац» (нем. Rosenthaler Platz) и «Александерплац» (нем. Alexanderplatz). Станция находится в районе Берлинa Митте на одноимённой улице. Глубина заложения станции — 6 метров.

## История
Открыта 18 апреля 1930 года в составе участка «Хайнрих-Хайне-Штрассе» — «Гезундбруннен». С 13 августа 1961 года по 1 июля 1990 года для входа и выхода пассажиров станция была закрыта.

## Архитектура и оформление
Двухпролётная колонная станция мелкого заложения, архитектор — Альфред Гренандер. Ширина платформы — 8 метров. Путевые стены и колонны облицованы бледно-фиолетовой кафельной плиткой. Выходы со станции расположены на первых этажах жилых домов.